# Genesis Archive 1967–75
Genesis Archive 1967–75 je box set album britanskog sastava Genesis. 

## Popis pjesama

### CD 1
1. "The Lamb Lies Down on Broadway" - 6:29
2. "Fly on a Windshield" - 4:38
3. "Broadway Melody of 1974" - 0:34
4. "Cuckoo Cocoon" - 2:17
5. "In the Cage" - 7:56
6. "The Grand Parade of Lifeless Packaging" - 4:25
7. "Back in N.Y.C." - 6:19
8. "Hairless Heart" - 2:22
9. "Counting Out Time" - 4:00
10. "The Carpet Crawlers" - 5:45
11. "The Chamber of 32 Doors" - 5:52

### CD 2
1. "Lilywhite Lilith" - 3:04
2. "The Waiting Room" - 6:15
3. "Anyway" - 3:28
4. "Here Comes the Supernatural Anaesthetist" - 3:57
5. "The Lamia" - 7:12
6. "Silent Sorrow in Empty Boats" - 3:15
7. "The Colony of Slippermen (Arrival - A Visit to the Doktor - Raven)" - 8:47
8. "Ravine" - 1:39
9. "The Light Dies Down on Broadway" - 3:37
10. "Riding the Scree" - 4:30
11. "In the Rapids" - 2:25
12. "It" - 4:20

### CD 3
1. "Dancing with the Moonlit Knight" - 7:05
2. "Firth of Fifth" - 8:29
3. "More Fool Me" - 4:01
4. "Supper's Ready" - 26:31
5. "I Know What I Like (In Your Wardrobe)" - 5:36
6. "Stagnation" - 8:52
7. "Twilight Alehouse" - 7:45
8. "Happy the Man" - 2:53
9. "Watcher of the Skies" - 3:42

### CD 4
1. "In the Wilderness" - 3:00
2. "Shepherd" - 4:00
3. "Pacidy" - 5:42
4. "Let Us Now Make Love" - 6:14
5. "Going Out to Get You" - 4:54
6. "Dusk" - 6:14
7. "Build Me a Mountain" - 4:13
8. "Image Blown Out" - 2:12
9. "One Day" - 3:08
10. "Where the Sour Turns to Sweet" - 3:14
11. "In the Beginning" - 3:31
12. "The Magic of Time" - 2:01
13. "Hey!" - 2:28
14. "Hidden in the World of Dawn" - 3:10
15. "Sea Bee" - 3:05
16. "The Mystery of the Flannan Isle Lighthouse" - 2:36
17. "Hair on the Arms and Legs" - 2:42
18. "She Is Beautiful" - 3:47
19. "Try a Little Sadness" - 3:21
20. "Patricia" - 3:05

## Izvođači
- Peter Gabriel - vokal, prateći vokal, flauta, udaraljke, bubnjevi ("Patricia")
- Tony Banks - glasovir, orgulje, električni glasovir, mellotron, sintesajzer, 12-žičana gitara, prateći vokal
- Mike Rutherford - bas-gitara, 12-žičana gitara, prateći vokal
- Steve Hackett - gitara (CD 1-3)
- Phil Collins - bubnjevi, udaraljke, vokal (CD 1-3), vokal u "More Fool Me"
- Anthony Phillips - gitara, prateći vokal (CD 4), vokal u "Let Us Now Make Love"
- John Mayhew - bubnjevi (CD 4, pjesme 3. – 6.)
- John Silver - bubnjevi (CD 4, pjesme: 1. i 7. – 8.)